# أندريه سولوماتين
أندريه سولوماتين (بالروسية: Андрей Юрьевич Соломатин)‏ (مواليد 9 سبتمبر 1975) هو لاعب كرة قدم. يلعب مع منتخب روسيا لكرة القدم. سبق له أن لعب في كأس العالم لكرة القدم مع منتخب بلاده.

## روابط خارجية
- أندريه سولوماتين على موقع الاتحاد الدولي (مؤرشف)  (الإنجليزية)
- أندريه سولوماتين على موقع اتحاد أوكرانيا (الإنجليزية)
- أندريه سولوماتين على موقع دوري كوريا الجنوبية (الإنجليزية)
- أندريه سولوماتين على موقع قاعدة بيانات كرة القدم.إي يو (الإنجليزية)
- أندريه سولوماتين على موقع ناشيونال فوتبول تيمز (الإنجليزية)
- أندريه سولوماتين على موقع عالم كرة القدم.نت (الإنجليزية)